# Edyta Olszówka
Edyta Olszówka (ur. 15 grudnia 1971 w Lubinie) – polska aktorka filmowa i teatralna.

## Życiorys
Egzamin dojrzałości złożyła w II Liceum Ogólnokształcącym im. Krzysztofa Kamila Baczyńskiego w Koninie. W 1994 ukończyła Łódzką Szkołę Filmową na wydziale aktorskim.
Na scenie zadebiutowała 17 sierpnia 1993, występując w II Konkursie Teatrów Ogródkowych. Druga nagroda za Spacerek przed snem Głowackiego, przyznana przez Jury z Izabellą Cywińską i Maciejem Wojtyszką otworzyła przed studentką wrota Teatru TV. Występowała gościnnie na scenach wielu miast, co zaowocowało wyróżnieniem, m.in. za Kaleki z Inishmaan w Kaliszu. Rolę w Elvisie z Marilyn doceniono we Włoszech i we Francji.  Była dwukrotnie nominowana do Warszawskiej Nagrody Teatralnej Feliksa. W 2000 otrzymała nagrodę Byka Sukcesu. Zagrała Izę w Iwonie, księżniczce Burgunda. Przez wiele lat związana była z Teatrem Powszechnym w Warszawie. Od 2014 w zespole Teatru Narodowego w Warszawie
Zagrała m.in. w filmach: Psy (1992) Władysława Pasikowskiego, Spis cudzołożnic (1994), Prowokator (1995), Złoto dezerterów (1998), Sezon na leszcza (2000) i Lejdis (2008), a także serialach: Taksówka z numerem 1 (2000) Jana Kidawy-Błońskiego, Ja, Malinowski (1999) Filipa Zybera, Dom (1998–2000) Jana Łomnickiego, Ekstradycja (1995) Wojciecha Wójcika i Czterdziestolatek. 20 lat później (1993) Jerzego Gruzy. Wystąpiła w teledysku do utworu „Kłamstwo” (2001) Magdy Femme. Popularność przyniosła jej rola Marii Majewskiej, współudziałowca wpływowego warszawskiego dziennika w polsatowskim serialu Samo życie (2002–2010). Otrzymała pozaregulaminową nagrodę jury w debiucie fabularnym Tomasza Koneckiego Pół serio za najlepszą rolę komediową na 25. Festiwalu Polskich Filmów Fabularnych w Gdyni.
Uznanie zdobyła również dzięki dubbingowi gry komputerowej The Longest Journey: Najdłuższa podróż oraz jej kontynuacji Dreamfall: The Longest Journey.

## Życie prywatne
W latach 1999–2007 była związana z Piotrem Machalicą.

## Filmografia

### Aktorka
- 1992: Psy
- 1993: Motyw cienia (The Hollow Man)
- 1994–1995: Fitness Club
- 1995: Anioł śmierci (Blood of the Innocent)
- 1995: Prowokator
- 1995: Spis cudzołożnic
- 1995: Gnoje
- 1995: Ekstradycja jako narkomanka „Mysza” (odc. 1 i 2)
- 1997: Wojenna narzeczona (Bride of War)
- 1997: Przystań
- 1997–1998: Rodziców nie ma w domu
- 1998: Złoto dezerterów
- 1998: Elvis i Marilyni (Elvjs e Merilijn)
- 1999: Ja, Malinowski
- 1999: Palce lizać
- 1999: Randka z diabłem
- 2000: Dom
- 2000: Strefa ciszy
- 2000: Przetrwać noc
- 2000: Pół serio
- 2000: Zakochani
- 2000: Sezon na leszcza
- 2000: Noc świętego Mikołaja
- 2001: Garderoba damska
- 2001: Tam i z powrotem
- 2002–2010: Samo życie, jako Maria Majewska
- 2002–2003: Kasia i Tomek
- 2003: Ciało
- 2003–2004: Rodzinka
- 2004: Męskie-żeńskie – mama Zosi
- 2004: Kosmici
- 2004: Trzeci
- 2005: Dzień dobry kochanie
- 2005: Dom niespokojnej starości
- 2006: Determinator
- 2006: Fałszerze – powrót Sfory, jako Barbara Wajs
- 2007: Determinator, jako doktor Anka Jarzębska
- 2008: Milenium w odcinkach
- 2008: Lejdis, jako Łucja, nauczycielka
- 2009: Mniejsze zło, jako eseistka
- 2009: Niania, jako Krycha – pracownica salonu piękności „Studio Biuti Fruti”
- 2009: Złoty środek, jako Marta
- 2009: Nigdy nie mów nigdy, jako Edyta
- 2010–2011: Ludzie Chudego, jako Barbara Walenciak
- 2010: Barwy szczęścia, jako gwiazda (odc. 457)
- 2010: Śluby panieńskie, jako Dobrójska
- 2010: Milczenie jest złotem, jako Ewa
- 2010: Prosta historia o miłości, jako Ewa
- 2010: Cisza, jako Alicja
- 2011–2013: Przepis na życie, jako Pola Madejska
- 2012: Dziewczyna z szafy, jako aktorka
- 2013: Hotel 52, jako Dorota Madejska (odc. 88)
- 2014–nadal Ojciec Mateusz, jako aspirant sztabowa Ewa Kobylicka
- 2014: Czas honoru, jako Rosa Knapik, żona Alfreda
- 2015: Prawo Agaty, jako Hanna Kasprzyk (odc. 83)
- 2015: Aż po sufit!, jako Joanna Domirska
- 2015: Web Therapy, jako wróżka Serena (odc. 8)
- 2017: Na dobre i na złe, jako Ewa
- 2017–2020: W rytmie serca, jako Katrin, dawna gwiazda rocka
- 2018: 1983, jako Julia Stępińska, zastępca komendanta Milicji
- 2018: Plan B, jako Agnieszka
- 2019: Jak poślubić milionera, jako Kaśka „Kiki”, uczestniczka warsztatów Soni Babicz
- 2020: Asymetria, jako Maria, żona Strzelczyka
- 2020: Ludzie i bogowie, jako Marta Koman, matka Jadwigi
- 2021: Usta usta, jako Agata Zawadzka
- 2021: Pajęczyna, jako Maja Simonides
- 2022: Marzec ’68, jako matka Janka
- 2022: Gry rodzinne, jako Dorota Jaworowicz
- 2023: Gorzko, gorzko!, jako Patsy
- 2023: Imago, jako pani ordynator
- 2024: Miłość jak miód, jako Agata, przyjaciółka Majki
- 2024: Czarne stokrotki, jako Marta Czarnecka
- 2025: Larp. Miłość, trolle i inne questy, jako dyrektorka

### Polski dubbing
- 1999: Toy Story 2 – pastereczka Bou
- 1999: Tarzan – Jane
- 2000: Uciekające kurczaki – Mac
- 2000: The Longest Journey: Najdłuższa podróż – April Ryan
- 2002: Tarzan i Jane – Jane
- 2004: Rogate ranczo – Grace
- 2005: Kurczak Mały – Edytka, mama Obcy
- 2006: Wpuszczony w kanał – Rita
- 2006: Dreamfall: The Longest Journey – April Ryan
- 2008–2012: Beyblade: Metal – Myreille Psychiokieus
- 2008: Opowieści na dobranoc
- 2010: Percy Jackson i bogowie olimpijscy: Złodziej pioruna – Sally Jackson
- 2011: Matki w mackach Marsa – mama Milo
- 2011: Auta 2 – głos komputerowy
- 2011: Muppety – Female TV Executive
- 2011: Lulu i inne zwierzaki – Lulu
- 2012: Ralph Demolka – Sierżant Rurecka
- 2018: Ralph Demolka w internecie – Sierżant Rurecka
- 2019: Toy Story 4 – pastereczka Bou
- 2020: Naprzód – Mantykora